# Jean-Sébastien Estienne
 (décembre 2011).
Jean-Sébastien Estienne , né le 14 octobre 1987 à Marseille, est un surfeur professionnel français.

## Palmarès
- Champion de France 2008
- Champion de France et d'Europe Junior 2005
- 9e Championnat du Monde Junior 2007